# Marie-Anne Blondin
Marie-Anne Blondin (*Terrebonne, 18 de abril de 1809 - Lachine, 2 de enero de 1890), nacida como Esther Blondin, fue una religiosa y educadora canadiense, fundadora de la congregación de las Hermanas de Santa Ana y declarada beata por la Iglesia católica.

## Hagiografía
Esther nació en Terrebonne, Quebec. Sus padres, Jean-Baptiste Blondin y Marie-Rose Limoges, eran unos modestos agricultores con una fuerte espiritualidad cristiana. 
A los 20 años de edad Esther trabajó en el servicio doméstico en la casa de un comerciante del pueblo y posteriormente en el convento de la Congregación de las Hermanas de Nuestra Señora, el cual había sido recientemente abierto en su pueblo natal. Un año después se inscribió como alumna interna en el convento para aprender a leer y escribir y más tarde fue aceptada como novicia en la congregación. Sin embargo, poco tiempo después se retiró por problemas de salud. 
En 1833 fue profesora en una escuela de la población de Vaudreuil y trabajó en procura de la educación de las niñas y los niños por igual, deseosa de luchar contra el analfabetismo, tan frecuente en la sociedad canadiense de la época. Años después fue la directora de la escuela, la cual recibió el nombre de Academia Blondin, pues ella allí también impartía formación a los nuevos maestros. Allí se dio cuenta de que una norma de la iglesia prohibía a las mujeres dar educación a los niños varones y a los hombres dar educación a las niñas, la cual podría ser causa de analfabetismo, ya que no siempre había suficientes profesores para abrir escuelas para niñas y escuelas para niños en cada localidad. En 1848 obtuvo el permiso del obispo de Montreal, Monseñor Ignace Bourget, para fundar una congregación religiosa para brindar educación mixta en las zonas rurales. Su congregación fue denominada Hermanas de Santa Ana y fue fundada oficialmente el 8 de septiembre de 1850 en Vandreuil. Esther, como su primera superiora y fundadora, recibió el nombre religioso de "Madre Marie-Anne".
En 1853 tuvo dificultades con el nuevo capellán de la casa matriz de su congregación, quien impuso algunas reglas con las que no estaba de acuerdo y finalmente fue depuesta como superiora de la congregación por orden del obispo Bourget. Ella aceptó la decisión del obispo, a pesar de que el resto de su vida tuvo que permanecer aislada en la pobreza. En el otoño de 1889 fue diagnosticada de bronquitis severa y falleció en la casa matriz de la congregación en Lachine el 2 de enero de 1890.

## Legado
Tras su muerte, la congregación que fundó se extendió al resto de Canadá y posteriormente a otros países, incluyendo Camerún, Chile, Estados Unidos y Haití, en donde ha desempeñado un papel importante en el desarrollo de la educación.
La causa para su canonización fue presentada en 1977. Fue declarada Venerable por el papa Juan Pablo II en 1991 y posteriormente Beatificada en 2001. En la eucaristía de su beatificación, celebrada en la Plaza de San Pedro el 29 de abril de 2001, Marie-Anne fue exaltada por el papa como "modelo de una vida entregada al amor y atravesada por el misterio pascual". Su festividad se celebra el día 2 de enero.